# Roos de Jong
Roos de Jong (23 augustus 1993) is een Nederlandse roeister.

## Levensloop
In de dubbel vier won De Jong samen met Inge Janssen, Sophie Souwer en Olivia van Rooijen een zilveren medaille op de Europese kampioenschappen roeien 2019. De Jong behaalde in 2019 op de Wereldkampioenschappen roeien samen met Lisa Scheenaard een bronzen medaille in de dubbel twee. Bij de Europese kampioenschappen roeien 2020 won het duo een zilveren medaille. In 2021 wonnen ze samen het brons op de Olympische Spelen in Tokio. De Jong is lid van D.S.R. Proteus-Eretes. Tevens is De Jong lid van de inclusiecommissie van de KNRB.
Op de Europese kampioenschappen 2022 in München behaalde De Jong samen met Laila Youssifou zilver in de dubbel-twee. Een maand later wonnen zij op de Wereldkampioenschappen in Račice opnieuw zilver in de dubbeltwee, en amper een uur later ook zilver in de acht.
Op de Olympische Spelen van Parijs in 2024 behaalde De Jong samen met Tessa Dullemans, Laila Youssifou en Bente Paulis zilver in de dubbelvier. De ploeg lag in de finale vrijwel van start tot finish op kop maar werd op de allerlaatste meters toch nog voorbijgesneld door de Britse wereldkampioenen.

## Resultaten

### Olympische Zomerspelen
| Jaar | Plaats | Resultaten       |
| ---- | ------ | ---------------- |
| 2020 | Tokio  | in de dubbeltwee |
| 2024 | Parijs | in de dubbelvier |

### Wereldkampioenschappen
| Jaar | Plaats     | Resultaten       |
| ---- | ---------- | ---------------- |
| 2019 | Ottensheim | in de dubbeltwee |
| 2022 | Račice     | in de dubbeltwee |
| 2022 | Račice     | in de acht       |
| 2023 | Belgrado   | in de dubbelvier |

### Europese kampioenschappen
| Jaar | Plaats  | Resultaten        |
| ---- | ------- | ----------------- |
| 2018 | Glasgow | in de dubbel-twee |
| 2019 | Luzern  | in de dubbel-vier |
| 2020 | Poznań  | in de dubbel-twee |
| 2022 | München | in de dubbel-twee |
| 2022 | München | in de acht        |
| 2023 | Bled    | in de dubbeltwee  |
| 2025 | Plovdiv | in de dubbeltwee  |